# Diskriminierung von Menschen mit HIV/AIDS
Diskriminierung aufgrund von HIV/AIDS besteht weltweit und führt zu einer geringen Beteiligung bei HIV-Beratungen und -Tests, zu Identitätskrisen, sozialer Isolation, Einsamkeit, geringem Selbstwertgefühl sowie mangelndem Interesse an der Eindämmung der Krankheit.
Die Stigmatisierung betrifft vor allem die Bereiche Homosexualität, Bisexualität, Promiskuität, Sexarbeit und intravenösen Drogenkonsum.
In vielen Industriestaaten besteht eine starke Korrelation zwischen HIV/AIDS und männlicher Homosexualität bzw. Bisexualität und die Assoziation korreliert mit dem Niveau von sexuellen Vorurteilen und homophoben Einstellungen. Frühere Namen für AIDS waren gay cancer (deutsch: Schwulen-Krebs) und gay related immune deficiency (GRID, deutsch: schwulenbezogene Immunschwäche). In den frühen 1980er Jahren galt HIV/AIDS als „eine Störung, die hauptsächlich männliche Homosexuelle betrifft“.
Konkrete Beispiele schwerwiegender Diskriminierung gibt es bei der Bewerbung für einen Arbeitsplatz, beim Kauf und bei der Anmietung von Wohnraum. Obligatorische HIV-Tests ohne Sicherstellung der Vertraulichkeit und die Quarantäne von HIV-infizierten Personen sind weitere diskriminierende Maßnahmen. In einigen Fällen droht der Verlust von Eigentumsrechten, wenn ein Ehepartner stirbt. Die Behindertengesetze der Vereinigten Staaten verbieten jedoch HIV/AIDS-Diskriminierung in den Bereichen Wohnen, Beschäftigung, Bildung und Zugang zu Gesundheits- und Sozialdiensten.

## Strukturelle Gewalt
Strukturelle Gewalt ist ein wichtiger Faktor bei der Diskriminierung, denn sie hält viele Menschen davon ab, sich auf HIV testen zu lassen, was für den weiteren möglichen Verlauf einer Erkrankung jedoch nicht hilfreich ist. Paul Farmer argumentiert, dass soziale Faktoren, die das Leben bestimmter Kulturkreise beeinflussen, ihr Infektionsrisiko und ihre Fähigkeit verändern, Zugang zur Behandlung zu erhalten. Der Zugang zur Prophylaxe, der Zugang zur antiretroviralen Therapie sowie die Anfälligkeit für Krankheiten und Unterernährung sind alles Faktoren, die das Gesamtrisiko der Menschen für Krankheiten aufgrund von HIV/AIDS verändern. Dies führt zu einem großen Unterschied in der Krankheitsrate aufgrund von HIV/AIDS in verschiedenen sozialen/kulturellen Gruppen. Farmer vertritt auch die Meinung, dass soziale Interventionen entscheidend sein können, um die Behandlungslücke zwischen diesen Personengruppen zu verringern. Die Aufklärung von Ärzten über die Wechselwirkungen zwischen sozialem Leben und Gesundheitsversorgung würde helfen, die Ungerechtigkeiten im Gesundheitswesen auszugleichen.
Eine Studie über HIV-positive in Südafrika zeigt bei 500 Teilnehmern eine hohe Rate von Probanden, die sich sozial von Freunden und Familie isolieren, sowie die Vermeidung von Behandlungen in Krankenhäusern oder Kliniken aufgrund zunehmender verinnerlichter Ängste.

## Einfluss auf die Gesellschaft

### Stigmatisierung
Das HIV/AIDS-Stigma wurde in die folgenden drei Kategorien eingeteilt:
- Instrumentales AIDS-Stigma – ein Spiegelbild der Angst und Befürchtung, die wahrscheinlich mit jeder tödlichen und übertragbaren Krankheit verbunden ist.[11]
- Symbolisches AIDS-Stigma – die Verwendung von HIV/AIDS, um Einstellungen gegenüber den sozialen Gruppen oder Lebensstilen auszudrücken, die als mit der Krankheit verbunden angesehen werden.[11]
- Courtesy AIDS stigma – AIDS-Stigmatisierung von Menschen, die mit dem Thema HIV/AIDS oder HIV-positiven Menschen in Verbindung stehen.[3]

Forschungen in Südafrika haben ergeben, dass HIV-Infizierte nicht nur ein hohes Maß an Stigmatisierung erlebt, das sich negativ auf alle Bereiche ihres Lebens auswirkt, sondern auch psychologisch einwirkt. Verinnerlichtes Stigma und Diskriminierung sind in der gesamten HIV-Gemeinschaft zu finden. Viele HIV-positive in Südafrika gaben sich selbst die Schuld für ihre aktuelle Situation.
Stigma, so das Merriam-Webster’s Collegiate Dictionary, ist „eine Reihe von negativen und oft unfairen Überzeugungen, die eine Gesellschaft oder Gruppe von Menschen über etwas hat“ (engl. Original: a set of negative and often unfair beliefs that a society or group of people have about something). Stigma wird oft durch Diskriminierung, gefühllose Handlungen und Fanatismus erzwungen. HIV-Infizierte haben als Reaktion darauf selbstzerstörerische Denkweisen und Bewältigungsfähigkeiten entwickelt, um mit den sozialen Auswirkungen umzugehen, anstatt ihren aktuellen Status zu akzeptieren und Hilfe zu suchen.
HIV-positive haben oft mit Stigmatisierung zu kämpfen, auch wenn dies mit den richtigen Medikamenten eine überschaubare lebenslange Krankheit sein kann. Inzwischen kann eine HIV-positive Person bei entsprechenden Vorsichtsmaßnahmen eine intime Beziehung führen, ohne die Krankheit weiterzugeben. Es ist auch möglich, dass eine Mutter, die HIV-positiv ist, HIV nicht an ihr Kind weitergibt. In Entwicklungsländern werden Menschen, die HIV+ sind, bei der Arbeit, in der Schule, in ihrer Gemeinde und sogar in Gesundheitseinrichtungen diskriminiert. Diskriminierung kann auch die Ausbreitung von HIV verstärken, weil weniger Menschen getestet werden wollen.

### Gesellschaftliche Beziehungen
In Ländern wie Nigeria ist es weniger wahrscheinlich, dass eine Person ihren HIV-Status preisgibt, da die Auswirkungen der Ausgrenzung ihrer Gemeinschaft zu spüren sind. „In den meisten Situationen wird eine HIV-positive Person ihren HIV-Status nicht offenlegen, um soziale Ablehnung zu verhindern, um nicht von der Teilnahme an soziokulturellen Veranstaltungen isoliert zu sein.“ Dies führt zu einem hohen Risiko, die Krankheit an andere weiterzugeben, und kann die richtige Behandlung verzögern.
Familie und andere intime Beziehungen spielen eine Rolle bei der Sterblichkeitsrate von PLHIV. Forschungen in der Mvelaphanda Primary School in Tembisa, Provinz Gauteng, Südafrika zeigte, dass viele der Kinder Waisenkinder wurden, weil Eltern und/oder Geschwister gestorben waren; manche wurden mit HIV geboren. In der Mvelaphanda Primary School steigt die Sterblichkeitsrate ihrer Kinder, insbesondere junger Frauen. Diese Frauen sind stärker gefährdet als ihre männlichen Kollegen, da viele von ihnen mit älteren Männern zusammenarbeiten, die verschiedene Partner haben und nicht an Safer-Sex-Praktiken teilnehmen. Ein durch AIDS verursachter Tod wird oft als „Hexerei“ in der Gemeinschaft kommuniziert. Kinder und andere Familienmitglieder neigen dazu, die Wahrheit zu leugnen und werden mit dem Glauben erzogen, dass es HIV und/oder AIDS nicht gibt, und sie fürchten mehr verhext als vom Virus infiziert zu werden.
Eine Forschungsstudie in der westlichen Region Saudi-Arabiens zeigte, dass die Stigmatisierung tief greifend ist, da der Islam Verhaltensweisen verbietet, die mit Risikofaktoren im Zusammenhang mit der Übertragung von HIV verbunden sind. Personen fürchten sich vor Strafe durch Gott, vor der Identifikation als HIV/AIDS-positiv und vor der Zukunft und dem Tod. HIV-positive erlebten Isolation und mangelnde psychosoziale und emotionale Unterstützung. Als Reaktion auf ihre Erfahrungen akzeptierten viele Teilnehmer ihre Diagnosen als Schicksal und wurden religiöser, wobei sie die Spiritualität als ihre wichtigste Bewältigungsstrategie benutzten.

## Situation in Deutschland

### Zahlen zu HIV/Aids in Deutschland
- In Deutschland lebten Ende 2023 rund 96.700 Menschen mit HIV.
- 87.600 Menschen nahmen HIV-Medikamente. Das entspricht 99 % aller Menschen, die mit HIV diagnostiziert sind.
- Ungefähr 2.200 Menschen infizierten sich im Jahr 2023 neu.
- 1.200 Menschen erhielten 2023 ihre Diagnose erst, nachdem sie bereits schwer erkrankt waren.
- 8.200 Menschen mit HIV wussten 2023 nach Hochrechnungen nichts von ihrer Infektion.
- In Deutschland waren Ende 2023 92 % der HIV-Infektionen diagnostiziert, 99 % der Diagnostizierten erhielten HIV-Medikamente, bei 96 % davon ist HIV nicht mehr nachweisbar.[16]

### Diskriminierung und Stigmatisierung im Alltag
Die Lebenssituation von Menschen mit HIV hat sich in den letzten Jahren deutlich verbessert. Trotzdem spielen Diskriminierung und Stigmatisierung im Alltag HIV-Positiver immer noch eine erhebliche Rolle. Dies bleibt nicht ohne Folgen: Diskriminierung in der Arbeitswelt kann zu sehr belastenden Situationen bis hin zum Verlust der Arbeitsstelle führen. Menschen mit HIV vermeiden notwendige Besuche ärztlicher Praxen. Es besteht die Gefahr, dass diskriminierende Vorstellungen der Gesellschaft verinnerlicht werden, was zu einem geringen Selbstwertgefühl und zum Rückzug aus sozialen Bezügen führen kann. Die Angst vor Diskriminierung hält Menschen davon ab, einen HIV-Test zu machen.
Die AIDS Hilfe NRW veröffentlichte folgenden Beispiele aus Studien, erfassten Beschwerden und Erfahrungsberichten Betroffener. Es wird deutlich, dass Diskriminierung und Stigmatisierung im Alltag HIV-Positiver immer noch eine erhebliche Rolle spielen:
- Ausgrenzung, Beleidigungen und körperliche Gewalt im sozialen Umfeld
- Diskriminierungen in den Bereichen Gesundheitsversorgung und Krankenversicherung (zum Beispiel: Letzte Termine bei chirurgischen Eingriffen, auch in Universitätskliniken, Kennzeichnung der Patient*innen-Mappe mit HIV)
- Verletzungen der Schweigepflicht und des Datenschutzes im Bereich der (zahn-)ärztlichen ambulanten und stationären Versorgung, der Geflüchteten-Einrichtungen und der Schwangerenversorgung
- Diskriminierungen im Bereich Arbeit (zum Beispiel: HIV-Test als Teil der Einstellungsuntersuchung bei Flugbegleiter*innen, Verweigerung einer Weiterbildungsmaßnahme durch ein JobCenter)
- Verwendung von ANST(ansteckend)-Vermerken in polizeilichen Informationssystemen auf Bundes- und fast ausnahmslos auf Landesebenen im Falle des Vorliegens weiterer polizeilich relevanter Eintragungen
- Verwendung der für alle Vollzugsbediensteten zugänglichen Eintragung „Infektionsgefahr bei Blutkontakt“ im EDV-gestützten Buchhaltungs- und Abrechnungssystem im nordrhein-westfälischen Strafvollzug (BASIS-Web)
- Existenz von Listen „Gefangene mit aktuellen Warnhinweisen: HIV-positiv“ sowie Ausschluss von Tätigkeiten in Küche und Hauswirtschaft in einzelnen Justizvollzugsanstalten in Nordrhein-Westfalen

Dabei unterscheiden sich die Diskriminierungserfahrungen von Frauen und Männern: Frauen erleben auffallend häufiger Beleidigungen und körperliche Bedrohungen. ihnen werden auch Gesundheitsdienste häufiger verweigert als Männern. Mehr Frauen werden gekündigt oder ihnen wird eine Arbeitsstelle verweigert aufgrund von HIV. Hinzu berichten Frauen von Diskriminierungen im Bereich der Reproduktion (zum Beispiel Abraten von der Erfüllung eines Kinderwunsches, Nötigung zu Abtreibung oder Sterilisation), wobei aus den Daten meist nicht hervorgeht, ob diese Ereignisse schon länger zurückliegen, beziehungsweise ob sie in Deutschland oder dem Ausland geschehen sind.
Es ist zu beachten, dass Diskriminierungen und Stigmatisierungen nicht nur HIV-bezogen sind, sondern auch weitere (angenommene) Lebens- und Arbeitssituationen, insbesondere hinsichtlich der sexuellen Orientierung, dem Migrationshintergrund, Drogengebrauch oder der Ausübung von Sexarbeit, umfassen.
Existentiell bedrohlich ist die Situation von Menschen ohne Krankenversicherung: Wenn z. B. das Aufenthaltsrecht nicht geklärt ist, wird eine kontinuierliche HIV-Therapie schwierig.